# Organisation du Renseignement français depuis 1871
L’organisation du Renseignement français depuis 1871 retrace les principales étapes de structuration des services de renseignement de la France tant sur le plan civil que militaire depuis la création de la Troisième République jusqu'à nos jours. 
Elle est marquée par de grandes étapes comme la structuration du renseignement militaire au début de la Troisième République, son implosion dans la tourmente de l'affaire Dreyfus, la création  du renseignement policier avec Clemenceau, la relance du SR dans la Première Guerre mondiale, la réorganisation de l'entre-deux-guerres, le double jeu des services sous Vichy, la création du BCRA, l’Après-guerre avec la création du SDECE et de la DST et de leurs successeurs DGSE et DGSI et enfin d'une véritable communauté nationale du renseignement.

## La Troisième République
Avec la création de la Troisième République en 1871, à la suite de la défaite face à la Prusse, les gouvernements ont mis en œuvre une politique active de renseignement intérieur et extérieur au sein des services de police comme des Armées. L'Allemagne et les agissements de l’extrême gauche anarchiste puis socialistes sont les cibles principales des différents services, dans cette deuxième partie du XIXe siècle. 

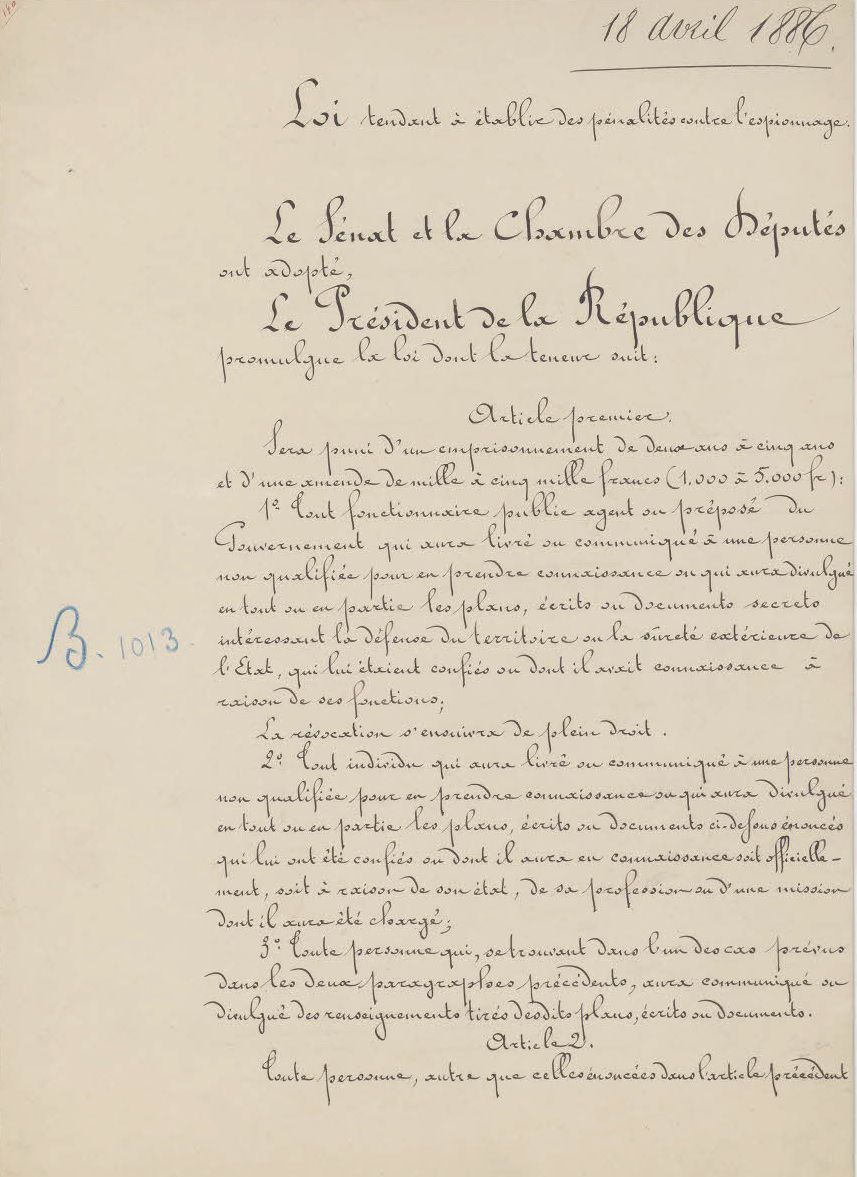
Loi du 18 avril 1886 tendant à établir des pénalités contre l’espionnage. Archives nationales de France

### La création du renseignement militaire

#### Mise en place du SR français
Le 8 juin 1871, le ministère de la Guerre crée un service chargé de "renseigner sur les desseins et les opérations de l'ennemi", 2e bureau de l'Etat-Major des Armées. Cette innovation est suivie en 1872 par la mise de place d'un service de Contre-Espionnage. L’Instruction ministérielle du 17 février 1875 précise que “l’état-major de l’Armée est chargé de la centralisation de tous les renseignements sur les armées étrangères et sur la défense contre les menées ennemies, notamment contre l’espionnage ennemi”. Enfin, le 8 juin 1876, une section des "Statistiques et Reconnaissance militaires" est créée, chargée de la recherche du renseignement. En 1899 la section de statistique est renommée section de renseignement ou section de recherche (SR). 
A noter qu'en 1882, un deuxième bureau est aussi créé au sein de l’état-major de la marine. 
Outre sa SR, le 2e bureau reçoit des renseignements d'attachés militaires, de missions militaires à l'étranger, de la presse étrangère et occasionnellement d'autres ministères (Affaires étrangères, Marine, Intérieur, Préfecture de police). 
En avril 1886, le Parlement vote une loi pénale sur la répression de l'espionnage, à l'instigation du général Boulanger.

#### L'affaire Dreyfus
En octobre 1894, éclate l'Affaire Dreyfus, manipulation montée par un officier du Deuxième bureau, dirigé par le colonel Jean Sandherr entre 1886 et 1895, puis par le colonel  Georges Picquart entre 1895 et 1896, et par le commandant Hubert-Joseph Henry de 1897 à 1898. 
Avec l'ampleur de l'Affaire, et l’implication de nombreux officiers, le gouvernement décide le 5 mai 1899 de retirer le contre-espionnage au ministère de la Guerre pour le confier au ministère de l’Intérieur. Le SR est dissout et se crée le Service de Surveillance du Territoire (ST), une direction dépendant de la Sûreté générale. Enfin, le 15 septembre 1899, la Section de Statistiques est intégrée au sein du deuxième bureau, qui perd toute fonction opérationnelle.

### Le Renseignement policier et le Contre-Espionnage
Des commissaires spéciaux de la Sureté sont affectés au Contre-Espionnage. 
En 1906, Georges Clemenceau cumule les fonctions de Ministre de l’Intérieur et de Président du Conseil. Il nomme le commissaire Celestin Hennion, chef de la sureté generale et celui ci crée des brigades mobiles d'Enquête, les célèbres Brigades du Tigre. Jules Sébille, commissaire de police  est le premier dirigeant du Contrôle général des services de recherche judiciaires, tutelle des brigades mobiles et dirige le service jusqu'en 1921.
En 1907, la police des frontières leur est rattachée. La même année est créée une brigade des Renseignements Généraux.
En mai 1911, la répression du Contre-Espionnage est aussi confiée au Contrôle général.

### Reconstruction du SR militaire
Dès 1907, le 2eme bureau reprend des activités opérationnelles de renseignement. 
En 1913, le gouvernement confirme le rôle du 2eme Bureau pour le contre espionnage à l’étranger et le ministère de l’Intérieur pour le contrôle des frontières et la répression. Le colonel Charles Joseph Dupont le dirige de 1913 à 1917.

### Le renseignement pendant la première guerre mondiale
Le 28 mai 1915, une section de centralisation du Renseignement (SCR) est créée au sein du deuxième bureau et confiée au commandant Ladoux.

## La Seconde Guerre mondiale

### Le Bureau central de renseignement et d'action (BCRA)
En juillet 1940, Winston Churchill exige des renseignements précis sur  les dispositifs et les plans des allemands. Le chef de l'Intelligence Service alla trouver de Gaulle pour lui demander ses services. Celui-ci l'adressa au chef de son 2e bureau, le capitaine Dewavrin (Passy). Ainsi débutait l'action que la France libre allait mener. 
Tous les agents du 2e bureau prirent pour pseudonymes des noms de stations de métro parisien. Le producteur de cinéma Gilbert Renault (colonel Rémy) crée le réseau le plus important et le plus actif en France, la Confrérie Notre-Dame. L'ampleur de la tâche nécessite une organisation des services. Ainsi est créé le Bureau central de renseignement et d'action (BCRA), dont Passy demeure le chef et qui se transformera à mesure que ses activités et ses responsabilités s'étendront. mais le souci central reste celui des liaisons et des transmissions. Parachutages, atterrissages et débarquements sur les côtes ne sont possibles que dans des périodes où la lune le permet. Sur les dix-neuf opérations organisées par le BCRA au second semestre de 1942, une seule réussira. Les liaisons radio sont également difficiles et risquées.
De Gaulle crée le 24 septembre 1941 le Comité national de la France libre, qui avait déjà une structure de gouvernement. Il fut décidé que toutes les missions d'ordre militaire, de renseignement et d'action dépendrait de son état-major et du BCRA, et que toute l'action politique en France serait de la responsabilité du commissaire à l'intérieur, André Diethelm.
Jean Moulin, ancien préfet, va être considéré comme le représentant de Gaulle en vue d'unifier la résistance intérieur. C'est par le réseau que dirige Rémy que sont pris les contacts les plus importants. Le journaliste socialiste Pierre Brossolette devient le plus proche collaborateur de Passy au BCRA.

### Les services de l'Etat français
Parallèlement se développait au sein de l'Etat français de Vichy une action de contre-espionnage 1940-45 en AFN et en France occupée.
Dès le 24 juin 1940, près d’Agen, dans la cour du Séminaire de Bon-Encontre, le colonel Rivet, le capitaine Paillole et les cadres du contre-espionnage font serment de poursuivre dans la clandestinité la lutte contre les services spéciaux ennemis. Ils bénéficieront de l’appui du général Weygand pour réaliser les structures adaptées à cette lutte :
- les Travaux Ruraux (avec l’appui du Génie rural), couverture du contre-espionnage clandestin offensif, sous la direction de Paul Paillole, alias M. Perrier (Philippe Perrier) ;
- le Bureau des menées antinationales, admis par la convention d’armistice, censé assurer la protection de l’armée : dans chaque région militaire de zone libre, le bureau officiel MA camoufle deux postes clandestins, le poste SR et le poste TR ;
- le SR Guerre, dirigé par le lieutenant-colonel André Perruche, s’installe à Royat ;
- le SR Air clandestin sous les ordres du colonel Georges Ronin.

## Depuis 1981

### La DGSI
- 1er juillet 2008 : Suppression de la direction de la Surveillance du territoire et de la direction centrale des Renseignements généraux. Création de la direction centrale du Renseignement intérieur (DCRI)[2] et de la sous-direction de l'information générale (SDIG)
- mai 2014 : La DCRI devient direction générale de la Sécurité intérieure (DGSI)[3] et la SDIG devient le service central du renseignement territorial (SCRT)[4]

### La communauté du Renseignement
- 23 janvier 2006 : Loi relative à la lutte contre le terrorisme[5].
- 29 octobre 2007 : La direction nationale du renseignement et des enquêtes douanières (DNRED) devient un service à compétence nationale[6].
- 9 octobre 2007 : création de la délégation parlementaire au renseignement (DPR), commune au Sénat et à l'Assemblée nationale[7].
- 13 juillet 2010 : création de l’Académie du renseignement[8].
- 13 janvier 2010 : création du Conseil national du renseignement (CNR) et du coordonnateur national du renseignement[9].
- 18 décembre 2013 : Loi de programmation militaire[10].
- création de l’inspection des services de renseignement (ISR)[11].

- 24 juillet 2015 : Loi relative au renseignement[12]
  - la Commission nationale de contrôle des interceptions de sécurité devient la Commission nationale de contrôle des techniques de renseignement[13].
- 14 juin 2017 : le coordonnateur national du renseignement devient le coordonnateur national du renseignement et de la lutte contre le terrorisme et un Centre national de contre-terrorisme est placé auprès de lui[14].
- 30 octobre 2017 : Loi renforçant la sécurité intérieure et la lutte contre le terrorisme[15].
- 13 juillet 2018 : Loi de programmation militaire 2019-2025[16].